# Nannopithex
Nannopithex è un genere di primati estinti, appartenenti ai tarsiformi. Visse nell'Eocene inferiore e medio (circa 52 - 40 milioni di anni fa) e i suoi resti fossili sono stati ritrovati in Europa.

## Descrizione
Questo animale doveva essere piuttosto simile a un tarsio attuale, ma era di dimensioni molto piccole. Si suppone che il suo peso, negli esemplari adulti, fosse compreso tra i 125 e i 170 grammi. Nannopithex possedeva un primo paio di incisivi di grandi dimensioni, che assomigliavano ai grandi denti dei tarsi odierni. Gli altri incisivi erano assenti o molto ridotti, ed erano seguiti da molari e premolari appuntiti, che indicano una dieta insettivora. Come in altri primati primitivi, sui molari era presente la cosiddetta "Nannopithex fold", una cresta che correva distolingualmente sul protocono. Il cranio era corto e dotato di un muso stretto, mentre le grandi orbite suggeriscono uno stile di vita notturno. 

## Classificazione
Nannopithex è stato descritto per la prima volta da  Hans Georg Stehlin, sulla base di fossili ritrovati in Francia in terreni dell'Eocene medio. La specie tipo è N. filholi. Altre specie attribuite a questo genere sono N. quaylei ritrovata in Inghilterra, N. raabi e N. humilidens della Germania e N. zuccolae, sempre della Francia ma risalente all'Eocene inferiore (e quindi la specie più antica del genere). 
Nannopithex è uno dei membri più antichi della sottofamiglia dei microcherini (Microchoerinae), un gruppo di primati autoctoni dell'Europa, che si svilupparono in numerose forme durante l'Eocene, dando vita a diversi adattamenti ecologici. I microcherini, a loro volta, fanno parte del gruppo degli Omomyidae nel clade dei tarsiformi.